# Запорізьке наукове товариство імені Якова Новицького
Запорі́зьке науко́ве товари́ство і́мені Я́кова Па́вловича Нови́цького — громадська організація, творче культурно-просвітне об'єднання.

## Історія створення
Запорізьке наукове товариство ім. Якова Павловича Новицького виникло як результат організаційних процесів в середовищі запорізьких істориків першої половини 90-х років XX століття.
За два роки до створення ЗНТН було організовано Науково-дослідну лабораторії історії Південної України Запорізького державного університету. Згідно з положенням, науково-дослідна лабораторія історії Південної України XVIII—XIX століття визначалася творчим колективом, який об'єднував викладачів, аспірантів і студентів, що активно працюють над історією Південної України. Метою лабораторії було об'єднання і координація зусиль в дослідженні історії Південної України. Головним завданням лабораторії — створення джерельної бази дослідження історії Південної України. Планувалося, що для досягнення поставленої мети лабораторія могла об'єднуватися з іншими творчими колективами, товариствами і об'єднаннями, завданням яких є вивчення історії Південної України. Координатором лабораторії ставав науковий керівник, який обирався на установчих зборах.
11 грудня 1995 р. відбулися установчі збори науково-дослідної лабораторії. На них були присутні А. В. Бойко, В. Г. Ткаченко, Б. А. Бровко, I.I.Лиман, Л. М. Маленко, Р. Б. Шиханов, О. Л. Олійник, В.I.Деміч. Науковим керівником лабораторії було обрано А. В. Бойка, а управляючим справами — В. Г. Ткаченка. Затверджено редакційну колегію «Записок науково-дослідної лабораторії Південної України ЗДУ: Південна Україна» у складі: А. В. Бойка (головний редактор), I.I.Лимана, С. Р. Ляха, Л. М. Маленко (відповідальний секретар), Р. Б. Шиханова (технічний редактор).
Перший випуск часопису побачив світ у 1996 році. Робота над часописом, реалізація поставлених перед лабораторією завдань визначило необхідність об'єднати науковців на більш широких наукових задах, що могло виконати наукове товариство.
Запорізьке наукове товариство ім. Я.Новицького, як наступник лабораторії історії Південної України було створено у 1997 році. Засноване 5 вересня 1997 року. Засновники: Козирєв В. К. (голова зборів засновників), Бех В. П., Бойко А. В., Шахров Г. І.(секретар зборів). Тоді ж ухвалено статут «Запорізького наукового товариства ім. Я. Новицького» та обрано Голову Правління наукового товариства ім. Я. Новицького — Анатолія Васильовича Бойка (1960—2010 рр.) Заступником голови правління обрано Валерія Кириловича Козирєва (до сьогодні).
Керівним органом товариство є правління (голова правління, заступник голови правління по організаційним питанням, заступник голови правління та вчений секретар), до складу товариства входять дійсні члени-засновники товариства, дійсні члени товариства, члени-кореспонденти товариства та почесні члени товариства.
Регіональні відділення — Бердянське (очолює І. І. Лиман), Мелітопольське (очолює С. І. Пачев), Куйбишевське (очолює С. П. Шевчук).
На сьогоднішній день наукове товариство нараховує 33 дійсних та 22 членів кореспондентів. Фактично Наукове товариство об'єднало у своїх лавах усіх провідних науковців-істориків не тільки запорізького регіону, а й Дніпропетровщини, Донеччини, Херсонщини, наукові інтереси яких пов'язані з історією Південної України.
Наприкінці 90-х років Наукове товариство налагодило тісні наукові контакти з провідними дослідними центрами України. Так, Товариство активно співпрацює з Інститутом української археографії та джерелознавства ім. М. С. Грушевського НАН України, Інститутом історії України НАН України, Інститутом археології НАН України, Національним університетом «Києво-Могилянська академія», Запорізьким, Дніпропетровським, Донецьким, Одеським державними університетами, науковими осередками Херсона, Миколаєва, Кіровограда, Кременчука, Кривого Рогу. Розвивається активна співпраця з Канадським інститутом українських студій в Едмонтоні (Канада).
Співпраця Наукового товариства з Культурним центром «Хортиця» сприяла реалізації таких фундаментальних програм як «Запорозька чайка». В процесі реалізації цієї програми було піднято з глибин Дніпра військове судно козацької доби — першої половини XVIII століття. Розпочатий комплекс реставраційних робіт надає можливість вже сьогодні говорити про створення у недалекому майбутньому у Запоріжжі на острові Хортиця Музею судноплавства, експонатами якого стануть судна, що плавали Дніпром ще від періоду бронзи до кінця XVIII століття.
Дослідження історії запорізького козацтва конкретизувалася безпосередньою участю Наукового товариства у підготовці до видання чергового тому «Архіву Коша Запорізької Січі». У цій праці Товариство активно співпрацювало з Центральним державним історичним архівом України та Інститутом української археографії та джерелознавства ім. М. С. Грушевського НАН України. Ця робота визначила ще один напрямок роботи товариства, який триває ось вже не один рік — це підготовка енциклопедичного словника топонімів Запорізького краю (Ю. П. Князьков). Передбачається, що такий енциклопедичний словник буде включати усі урочища, байраки, байрачки, річки, локалізовані до сучасних географічних пунктів, а також інформацію про історичні події з ними пов'язані.
У реалізації цих завдань, важливе місце посідає проведення археографічних та етнографічних експедицій у запорізькому краю. Вже одинадцятий рік поспіль продовжує Наукове товариство розпочату роботу по запису усної історії — споминів та розповідей згідно з розробленою народознавчою анкетою про суспільне, господарське та побутове життя, звичаї, традиції та обряди населення запорізького краю у 20-50-х роках. Загалом Товариством організовані експедиції в села Запорізької, Дніпропетровської, Донецької Херсонської, Миколаївської, Одеської, Кіровоградської областей та до Автономної Республіки Крим. В ході польових досліджень опитано 4852 людини, виявлено понад 30 селянських щоденників, видано дев'ять томів інтерв'ю, п'ять томів мемуарної літератури (щоденників, спогадів, листів). У 2008 році товариство провело всеукраїнську наукову конференцію «Усна історія в науковому дослідженні». За її матеріалами було видано збірку "Усна історія: теорія та практика. Проводиться міжнародна наукова конференція «Новицькі читання», з періодичністю один раз на два роки. Проводиться щорічна конференція «Історія Степової України», що з 2011 року присвячена пам'яті А. В. Бойка.
Важливим напрямком діяльності Наукового товариства є археографічна робота. Активна пошукова робота в архівосховищах України та Росії надала можливість видати ґрунтовні збірки документів з історії Азовського козацького війська, Адміністративного устрою Південної України, болгарського населення Південної України у XVIII ст., з історії міжконфесійних взаємин запорізького краю. В контексті цього напрямку Наукове товариство, у співпраці з Інститутом української археографії та джерелознавства НАН України, взяло на себе основну роботу по підготовці та виданню двадцятитомного зібрання творів Д. І. Яворницького. Постійно ведеться активна робота по підготовці чергового тому цього зібрання.
Одним із напрямків своєї діяльності Наукове товариство бачить створення діапозитарію мікрофільмів джерел з історії Південної України. На сьогодні у фондах наукового товариства є понад 400 тисяч мікрофільмів та копій документів із архівосховищ Києва, Москви, Петербурга, Краснодара, Одеси, Херсона, Дніпропетровська, Запоріжжя, Сімферополя, Кіровограда, Миколаєва.
Слід сказати, що Наукове товариство апробує результати своєї діяльності на вже традиційних міжнародних та всеукраїнських науково-практичних конференціях, які проходять саме на острові Хортиця. Про ґрунтовність таких конференцій як «Запорізьке козацтво в пам'ятках історії та культури», «Адміністративний устрій та самоврядування в Україні XVII—XX ст.», «Боплан та Україна» свідчать відгуки на двотомні матеріали конференцій в наукових виданнях.
Тривалий час часопис «Південна Україна» залишався одним з пріоритетних напрямків діяльності Наукового товариства. З часом визначилися й рубрики часопису. Традиційними стали рубрики «Публікації документів», «Статті», «Огляди», «Хроніка», «Повідомлення». По мірі комплектації редакторського портфелю на шпальтах часопису з'являються рубрики «Спадщина», «Постаті».
В новому тисячолітті значно розширилася співпраця ЗНТН із різними науковими організаціями, що активно займаються дослідженням Степової України, серед інших — Міжнародна громадська організація «Інститут україніки» (м. Дніпропетровськ), громадське товариство (об'єднання) «Вознесенка» (м. Запоріжжя), Інститут української археографії та джерелознавства ім. М. С. Грушевського НАН України (м. Київ), Канадський інститут українських студій (Канада), Східний Інститут українознавства ім. Ковальських КІУСу (м. Харків), Центр Петра Яцика КІУСу (Канада), Гарвардський університет (США), Інститут національної пам'яті НАН України (м. Київ)
Членами товариства в 2000-х роках стали ентузіасти-історики Запорізької області, які поставили на меті дослідження і популяризацію наукових знань з історії й культури Запорізького краю. Поступово географія членства розширилася завдяки науковцям як України, так і Канади, Сполучених Штатів Америки, Російської Федерації. До найбільш знакових постатей товариства потрібно віднести наступних науковців:
- Шаповалов Г. І. — д.і.н., директор Запорізького краєзнавчого музею.
- Бех В. П. — д.ф.н., професор, академік Української академії політичних наук, перший проректор Національного педагогічного університету ім. М. П. Драгоманова, заслужений діяч науки і техніки України.
- Лиман І. І. — д.і.н., професор, завідувач кафедри історії України Бердянського державного педагогічного університету, заслужений працівник освіти України.
- Лях С. Р. — д.і.н., професор, завідувач кафедри історії України Запорізького національного університету, заслужений працівник освіти України.
- Ігнатуша О. М. — д.і.н., професор кафедри історії України Запорізького національного університету.
- Брехуненко В. А. — д.і.н., професор «Національного університету „Києво-Могилянська Академія“, завідувач відділом Інституту української археографії та джерелознавства ім. М. С. Грушевського НАН України
- Мільчев В. І. — д.і.н., в.о. завідувача кафедри джерелознавства, історіографії та спеціальних історичних дисциплін Запорізького національного університету.

Почесні члени: Кравченко В.В (д.і.н.), Мицик Ю. А. (д.і.н.), Швидько Г. К. (д.і.н.), Плохій С. М. (д.і.н.), Когут Зенон (д.і.н.), Наулко В. І. (д.і.н., член-кореспондент НАН України)
Незмінним керівником та ідейним батьком товариства впродовж 1997—2010 рр. був Анатолій Васильович Бойко (14.03.1960-27.12.2010), доктор історичних наук, професор, завідувач кафедри джерелознавства, історіографії та спеціальних історичних дисциплін Запорізького національного університету. Автор 140 наукових публікацій, 130 відредагованих наукових статей та збірників, науковий керівник 14 кандидатських та докторських дисертацій, заслужений працівник освіти України.
Після передчасної смерті Анатолія Васильовича 10.01.2011 — на засіданні товариства створено Тимчасовий виконавчий комітет ЗНТН, який очолив Білівненко Сергій Миколайович, к.і.н., керівник археографічно-етнографічних експедицій ЗНТН, викладач кафедри джерелознавства, історіографії та спеціальних історичних дисциплін Запорізького національного університету. Пізніше, 20.05.2011 — головою Правління Товариства обрано Білівненка С. М.
На сьогодні товариство може пишатися низкою видань, які виходять під грифом товариства: Видання, які здійснює товариство: лабораторії історії Південної України ЗДУ (потім ЗНУ)» (8 випусків).
Серійні видання: «Запорозька спадщина» (19 випусків), «Старожитності Південної України» (24 випуски), «Джерела до історії Південної України» (10 випусків), «Усна історія Степової України» (10 випусків). У 2010 році започаткували серію «Забуті щоденники» (5 випусків спогадів, щоденників і листів періоду  Німецько-радянської війни). Видається зібрання творів Я. П. Новицького (вийшло 4 томи).
Окрім того видано близько 15 монографічних досліджень істориками — членами товариства.
2007 року було започатковано стипендію ім. Я.Новицького для молодих дослідників історії Південного краю, щороку проводиться конкурс «Моє рідне село», що визначає переможця-стипендіата. При товаристві створено Рукописний відділ Запорізького відділення інституту української археографії та джерелознавства ім. М. С. Грушевського НАН України, що містить декілька тисяч документів XIX—XX століття.
Для забезпечення наукової діяльності Товариство має необхідне матеріальний та інтелектуальний потенціал: поліграфічну дільницю, оргтехніку, колектив кваліфікованих фахівців у галузі проведення інтерв'ювання будь-якої категорії населення, створення транскриптів інтерв'ю, передача транскриптів науково-популярним методом, підготовки до публікації та публікації усних свідчень. Наразі члени товариства готують до публікації декілька монографій та збірок джерел з історії Степової України. Завдяки товариству проведено науково-практична конференція «Розпад Радянського Союзу та міжнародні інтерпретації завершення Холодної війни». Також продовжується підготовка до публікації чергових томів серії «Усна історія Степової України».